# Glenroy Gilbert
Glenroy Gilbert (Puerto España, Trinidad y Tobago, 31 de agosto de 1967) es un ex-atleta canadiense de origen trinitense, especializado en la prueba de 4 × 100 m en la que llegó a ser dos veces campeón del mundo, en 1995 y 1997.

## Carrera deportiva
En el Mundial de Stuttgart 1993 ganó la medalla de bronce en el relevo 4 x 100 metros, con un tiempo de 37.83 segundos que fue récord nacional de Canadá, quedando tras Estados Unidos y Reino Unido, siendo sus compañeros de equipo: Robert Esmie, Bruny Surin y Atlee Mahorn.
Dos años más tarde, en el Mundial de Gotemburgo 1995, ganó el oro, por delante de Australia e Italia.
Y otros dos años más tarde, en el Mundial de Atenas 1997 volvió a ganar el oro, en esta ocasión por delante de Nigeria y Reino Unido.